# Рассвет (Мелеузовский район)
Рассвет (баш. Рассвет) — деревня в Мелеузовском районе Республики Башкортостан Российской Федерации. Входит в состав Мелеузовского сельсовета.

## География

### Географическое положение
Расстояние до:
- районного центра (Мелеуз): 4 км,
- центра сельсовета (Каран): 6 км,
- ближайшей ж/д станции (Мелеуз): 4 км.

## История
17 июня 1948 г. Указом Президиума Верховного Совета БАССР из состава Мелеузовского рабочего поселкового совета в состав Мелеузовского сельсовета был перечислен населённый пункт «Рассвет»

## Население
| 2002 | 2009 | 2010 |
| ---- | ---- | ---- |
| 220  | ↗272 | ↘214 |

Национальный состав
Согласно переписи 2002 года, преобладающие национальности — русские (56 %), чуваши (37 %).